# Andreas von Blauen
Andreas von Blauen (auch Andreas von Plauen; * 16. August 1554 in Seitwann; † 7. Februar 1602 ebenda) war kaiserlicher Rat, Landeshauptmann, Landsyndikus und Kammerprokurator der Niederlausitz.

## Leben
Andreas von Blauen war Doktor beider Rechte. Er war als Gesandter unterwegs und in Rechtssachen tätig. Für das Kloster Neuzelle trat er 1594 und 1595 beim Kaiser und dem Erzbischof während seiner Aufenthalte in Prag ein.
Von Blauen war im Pfandbesitz der Dörfer Seitwann und Groß Drenzig des Klosters Neuzelle (seit 1591/97), außerdem im Besitz von Henzendorf, Ostendorf und Baro. 1597 ließ er in Seitwann eine evangelische Kirche bauen. Spätestens 1598 hatte Andreas von Blauen sein Amt als Landessyndikus abgegeben. 1602 starb er.